# Escincídeos
Escincídeos (Scincidae) é uma família de répteis escamados pertencentes à subordem Sauria, comummente conhecidos em língua portuguesa como escincos.
Trata-se de uma das mais diversificadas famílias de lagartos, com mais de 1200 espécies conhecidas.
Enquanto muitos membros dessa família se assemelham aos lagartos comuns (família Lacertidae), outros têm características curiosas, incluindo muitas espécies com membros reduzidos ou mesmo sem membros visíveis, o que lhes dá uma aparência mais de serpente do que de lagarto.
Quase todos os lagartos dessa família são carnívoros, mas existe uma imensa variedade de hábitos entre eles. A maioria é terrestre, mas também existem espécies arborícolas e cavadoras, e algumas que passam boa parte do tempo "nadando" sob as areias dos desertos.

## Etimologia
O étimo de «escincídeos» e «escincos», provém do latim scincus, que por seu turno remonta do grego antigo σκίγγος, por alusão a certa variedade de lagartos terrestres de grandes dimensões.

## Géneros
- Ablepharus
- Acontias
- Acontophiops (monotípico)
- Afroablepharus
- Amphiglossus
- Androngo
- Anomalopus
- Apterygodon
- Asymblepharus
- Ateuchosaurus
- Barkudia
- Bartleia
- Bassiana
- Brachymeles
- Caledoniscincus
- Calyptotis
- Carlia
- Cautula
- Chabanaudia
- Chalcides
- Chalcidoseps
- Coeranoscincus
- Cophoscincopus
- Corucia
- Cryptoblepharus
- Cryptoscincus
- Ctenotus
- Cyclodina
- Cyclodomorphus
- Dasia
- Davewakeum
- Egernia
- Emoia
- Eremiascincus
- Eroticoscincus
- Eugongylus
- Eulamprus
- Eumeces
- Eumecia
- Euprepes
- Eurylepis
- Feylinia
- Fojia
- Geomyersia
- Geoscincus
- Glaphyromorphus
- Gnypetoscincus
- Gongylomorphus
- Gongylus
- Graciliscincus
- Haackgreerius
- Hemiergis
- Hemisphaeriodon
- Isopachys
- Janetaescincus
- Lacertaspis
- Lacertoides
- Lacertus
- Lamprolepis
- Lampropholis
- Lankascincus
- Larutia
- Leiolopisma
- Leptoseps
- Leptosiaphos
- Lerista
- Lioscincus
- Lipinia
- Lobulia
- Lubuya
- Lygisaurus
- Lygosoma
- Mabuya
- Macroscincus
- Marmorosphax
- Melanoseps
- Menetia
- Mesoscincus
- Mochlus
- Morethia
- Nangura
- Nannoscincus
- Neoseps
- Nessia
- Niveoscincus
- Notoscincus
- Novoeumeces
- Oligosoma
- Ophiomorus
- Ophioscincus
- Pamelaescincus
- Panaspis
- Papuascincus
- Parachalcides
- Paracontias
- Paralipinia
- Parvoscincus
- Phoboscincus
- Prasinohaema
- Proablepharus
- Proscelotes
- Pseudoacontias
- Pseudemoia
- Pygomeles
- Riopa
- Ristella
- Saiphos
- Saproscincus
- Scelotes
- Scincella
- Scincopus
- Scincus
- Scolecoseps
- Sepsina
- Sigaloseps
- Simiscincus
- Sphenomorphus
- Sphenops
- Tachygia
- Tiliqua
- Trachydosaurus
- Tribolonotus
- Tropidophorus
- Tropidoscincus
- Typhlacontias
- Typhlosaurus
- Voeltzkowia